# Halman
Halman was een stad in de Mesopotamische oudheid. In de tijd van Salmanasser III lag het op de weg van Tugliyaš, de westelijkste buitenpost van Namri, naar Babylon en markeerde de plek waar het Mesopotamische laagland bereikt werd. De stad is te identificeren met het huidige Sarpol-e-Zahab, een Iraanse stad vlak bij de grens met Irak.
De plaats ligt 147 km westelijk van Kermanshah en de historische plaats en archeologische vindplaats, nu Qaleh Gabri geheten, heeft onder verschillende namen bekend gestaan. Het ligt aan de voet van de Mian Kal-berg aan de rivier de Alvand, waar de Mir Ahmad-rivier erin uitkomt. De plaats lag midden in de oorlogszone van de Irak-Iranoorlog en werd volledig verwoest. Daarna is een tijdlang wildgroei opgetreden die de archeologische resten zwaar beschadigd heeft. Bovendien ligt de moderne plaats bovenop de oude ruïnes en dit bemoeilijkt archeologisch onderzoek. Sinds 2008 is er op beperkte schaal onderzoek gedaan en zijn er met name vondsten uit de islamitische tijd gerapporteerd. In die tijd was de stad bekend als Holwan en historische bronnen geven aan dat het een belangrijke stad was tot de Seltsjoeken haar verwoestten.